# Area locale
L'area locale è il terzo livello di suddivisione territoriale telefonica italiana.

## Panoramica
L'area locale è suddivisa in reti urbane; una o più aree locali compongono un distretto telefonico.
Sono state istituite in numero di 696 con il decreto ministeriale 25 novembre 1997 (art. 1 c. 1 e allegato A) in sostituzione dei settori che a loro volta erano suddivisi in reti urbane.